# Daltonia reticulata
Daltonia reticulata är en bladmossart som beskrevs av C. Müller 1869. Daltonia reticulata ingår i släktet Daltonia och familjen Daltoniaceae. Inga underarter finns listade i Catalogue of Life.